# Hans Hausrath
Hans Hausrath (Karlsruhe, 5 de outubro de 1866 – Freiburg im Breisgau, 29 de agosto de 1945) foi um silvicultor alemão.

## Vida
Hans Hausrath estudou silvicultura na Universidade de Munique, onde Karl Gayer foi um de seus professores. Após obter um doutorado retornou para sua cidade natal Karlsruhe, tornando-se em 1896 privatdozent da Technische Hochschule (TH). Na Primeira Guerra Mundial foi reitor em 1917/1918.

## Publicações selecionadas
- Beitrag zur Geschichte der natürlichen Verjüngung in der Schirmschlagform. Eine historische Studie auf dem Gebiet des Waldbaues, 1891
- Forstgeschichte der rechtsrheinischen Theile des ehemaligen Bisthums Speyer, Berlim 1898
- Der deutsche Wald, Leipzig 1907
- Pflanzengeographische Wandlungen der deutschen Landschaft, Leipzig e Berlim 1911
- Geschichte des Waldeigentums im Pfälzer Odenwald, Karlsruhe 1913
- Aus der Waldgeschichte des Schwarzwaldes, Freiburg 1938
- Geschichte des deutschen Waldbaus. Von seinen Anfängen bis 1850, Freiburg 1982 (in der Schriftenreihe des Instituts für Forstpolitik und Raumordnung der Universität Freiburg, ISBN 3-8107-6803-0)